# Homersko pitanje
Homersko pitanje je pitanje o Homerovom postojanju.
Krajem 18. stoljeća razvila se sumnja u Homerovo postojanje i započele su rasprave o tzv. “homerskom pitanju”. Istraživači su se podijelili na dva tabora. Prvi su bili analitičari – zastupali su mišljenje da pojedini dijelovi homerskih epova potječu od raznih autora, a drugi su bili unitaristi – branili su jedinstvo epova Ilijade i Odiseje i Homerovo autorstvo.
Ta dva tabora kasnije su se razvila u mnogo manjih tabora. Najpoznatije su teorije tih tabora:
a) Teorija o samostalnim pjesmama (Karl Lachmann)
Ilijada je složena od više kraćih i zaokruženih samostalnih pjesama koje su ispjevali različiti pjesnici u različito doba. Oni su uzimali građu iz iste priče. Te su se pjesme širile usmenim putem, a prerađivali su ih i proširivali kasniji pjesnici.
b) Teorija o jezgri ili proširenju (Gottfried Hermann)
Homer je ispjevao jezgru Ilijade i Odiseje. Te su jezgre bile u početku malene i kratke pjesme, koje su kasniji pjesnici prerađivali i proširivali, dok nisu od negdašnje male ”Prailijade” i ”Praodiseje” nastale sadašnja opsežna Ilijada i Odiseja.
c) Teorija o prvobitnom jedinstvu ili unitarska teorija (G. W. Nitzsch)